# Twin Groves
Twin Groves é uma cidade  localizada no estado americano de Arkansas, no Condado de Faulkner.

## Demografia
Segundo o censo americano de 2000, a sua população era de 276 habitantes.
Em 2006, foi estimada uma população de 285, um aumento de 9 (3.3%).

## Geografia
De acordo com o United States Census Bureau, a localidade tem uma área de 12,2 km², sem área coberta por água.

## Localidades na vizinhança
O diagrama seguinte representa as localidades num raio de 24 km ao redor de Twin Groves.